# جيرار كلاين
جيرار كلاين (بالفرنسية: Gérard Klein )‏ (و. 1942 – م) هو ممثل، ومقدم برامج إذاعية، من فرنسا.

## مناصب وهيئات
أدار إذاعة مونت كارلو الدولية.

## جوائز
حصل على جوائز منها:
- وسام جوقة الشرف من رتبة فارس
- نيشان الاستحقاق الزراعي من رتبة فارس
- وسام السعفات الأكاديمية من رتبة فارس.

## وصلات خارجية
- جيرار كلاين على موقع IMDb (الإنجليزية)
- جيرار كلاين على موقع ألو سيني (الفرنسية)
- جيرار كلاين على موقع ميوزك برينز (الإنجليزية)
- جيرار كلاين على موقع أول موفي (الإنجليزية)
- جيرار كلاين على موقع قاعدة بيانات الأفلام السويدية (السويدية)
- جيرار كلاين على موقع ديسكوغز (الإنجليزية)
- جيرار كلاين على موقع قاعدة بيانات الفيلم (الإنجليزية)
- جيرار كلاين على موقع كينوبويسك (الروسية)